# PC-FX
O PC-FX (ピーシー エフエックス Pī Shī Efu Ekkusu) é um console doméstico de 32 bits feito pela NEC.Foi lançado no Japão em 23 de dezembro de 1994,apenas algumas semanas após o PlayStation da Sony e um mês após o Sega Saturn.É o sucessor do PC Engine,conhecido como TurboGrafx-16 na América do Norte.
Ao contrário de seu antecessor,o PC-FX só foi lançado no Japão.O console tem a forma de um PC em torre e foi projetado para ser atualizado de maneira semelhante.No entanto o PC-FX não possuía um chip gráfico baseado em polígonos 3D que tornava o sistema sem potência em comparação com seus concorrentes. Também era caro e carecia de suporte ao desenvolvedor e,como resultado, era incapaz de competir efetivamente com seus pares da quinta geração.O PC-FX foi o último console de videogame doméstico da NEC. 

## Historia

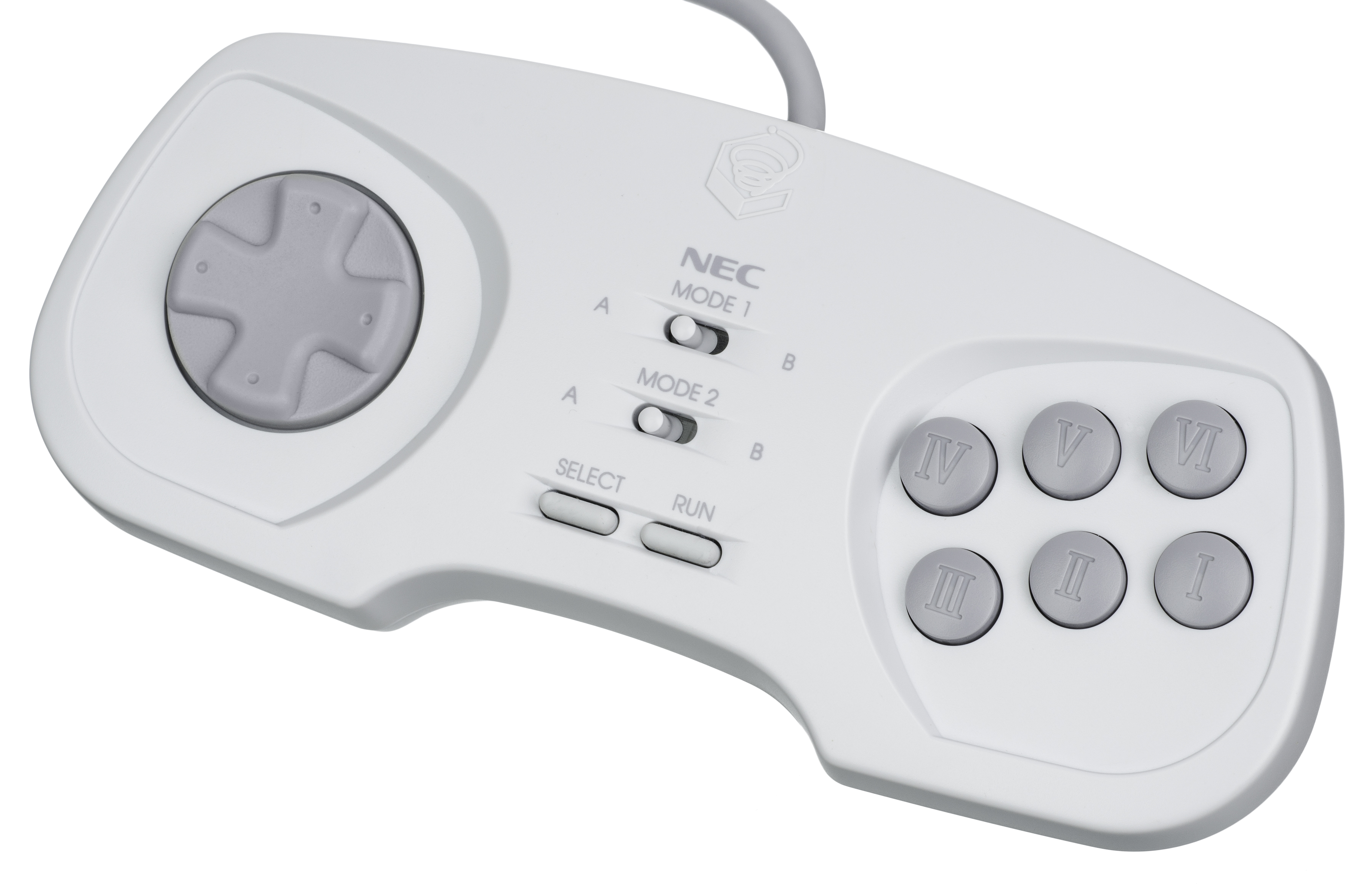
O PC-FX Controller.

O PC-FX como o sucessor do seu bem-recebido sistema de 4ª geração,o PC-Engine.O PC-FX foi baseado em uma arquitetura de sistema de 32 bits chamada "Tetsujin" ou "Iron Man",desenvolvida internamente pela NEC.A NEC demonstrou o Iron Man em uma série de feiras e eventos durante 1992 e,no meio do ano, discutia o lançamento iminente de um sistema de videogame baseado no Homem de Ferro com muitos desenvolvedores de terceiros.Na época,o primeiro PC Engine ainda era bastante popular no Japão e as opiniões sobre a tecnologia do Homem de Ferro eram misturadas. Muitos não estavam interessados em mudar para um hardware mais potente enquanto o mercado de PC Engine ainda estava crescendo, e como resultado a NEC parou o trabalho no projeto Iron Man, optando por mais modificações na tecnologia do PC Engine.descontinuado em fevereiro de 1998.
Quando a NEC decidiu lançar o PC-FX, as especificações ficaram relativamente inalteradas em relação à arquitetura Iron Man originalmente revelada. A diferença mais significativa foi a adição de uma nova CPU RISC V-810 de 32 bits.O console foi anunciado no final de 1993.Em um especial Game Machine Cross Review em maio de 1995,Famicom Tsūshin marcaria o console PC-FX em 18 de 40.

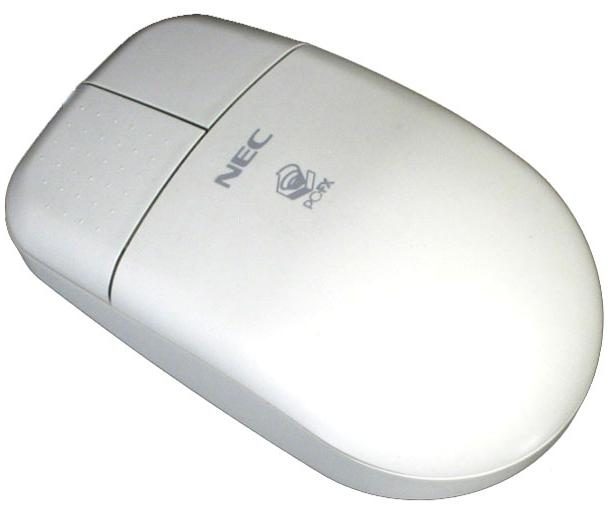
O PC-FX Mouse.

Incomum para um console de quinta geração, o PC-FX não possui um processador gráfico de polígonos.O raciocínio da NEC para isso era que os processadores de polígonos da época eram relativamente de baixa potência, resultando em figuras com aparência de blocos, e que seria melhor para os jogos usar gráficos de polígono pré-renderizados.A qualidade brilhante do PC-FX foi a capacidade de descomprimir 30 imagens JPEG por segundo enquanto reproduz áudio gravado digitalmente (essencialmente uma forma de Motion JPEG ).Isso resultou no PC-FX com qualidade de vídeo de movimento total superior a todos os outros consoles de quinta geração.
O público-alvo do sistema era aproximadamente cinco anos mais velho do que o PC Engine,na esperança de que os fãs do PC Engine fossem trazidos para o console sucessor.Em uma entrevista cerca de um ano antes do lançamento do sistema, um representante afirmou que embora a NEC não tenha descartado totalmente a possibilidade de um lançamento fora do Japão, eles concluíram que,a menos que outros usos não relacionados a jogos fossem desenvolvidos para o PC-FX,venderia mal nos EUA devido ao seu alto preço.

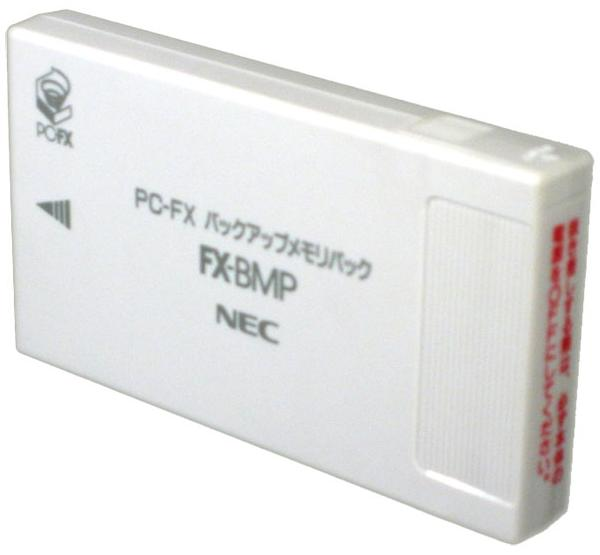
Cartão de memória PC-FX Backup Memory Pack.

A NEC dirigiu a Hudson Soft,com quem eles continuaram sua parceria sobre o PC Engine, para desenvolver apenas jogos baseados em franquias de anime populares e usando imagens animadas pré-renderizadas. Apesar de essa política ter contribuído para os pontos fortes do hardware a Hudson Soft impediu que as séries bem-sucedidas do PC Engine, como Bomberman e Bonk,fossem lançadas no PC-FX.
Ao contrário de praticamente qualquer outro console (exceto o 3DO e o CD-i ), o PC-FX também estava disponível como placa PC interna para NEC PC-98 e AT/IBM PC compatíveis.Esta placa de PC veio com dois CDs de software para ajudar os jogos do programa do usuário para o PC-FX.No entanto,os problemas de compatibilidade impediram que jogos desenvolvidos com este software fossem realmente executados no console.O PC-FX foi descontinuado no início de 1998. Ele vendeu apenas 400.000 unidades ao longo de sua vida útil.

## Hardware

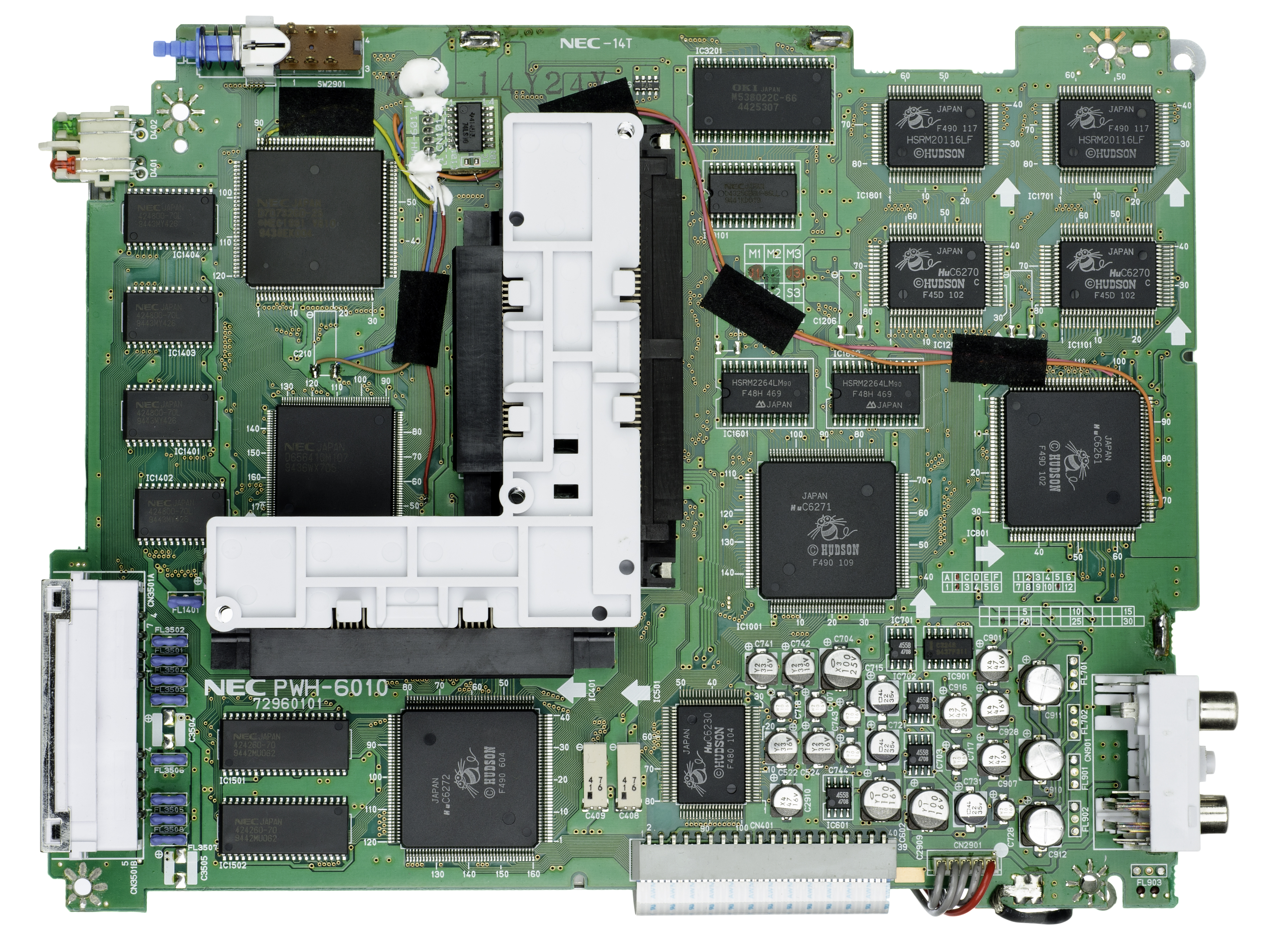
Placa-mãe do PC-FX.

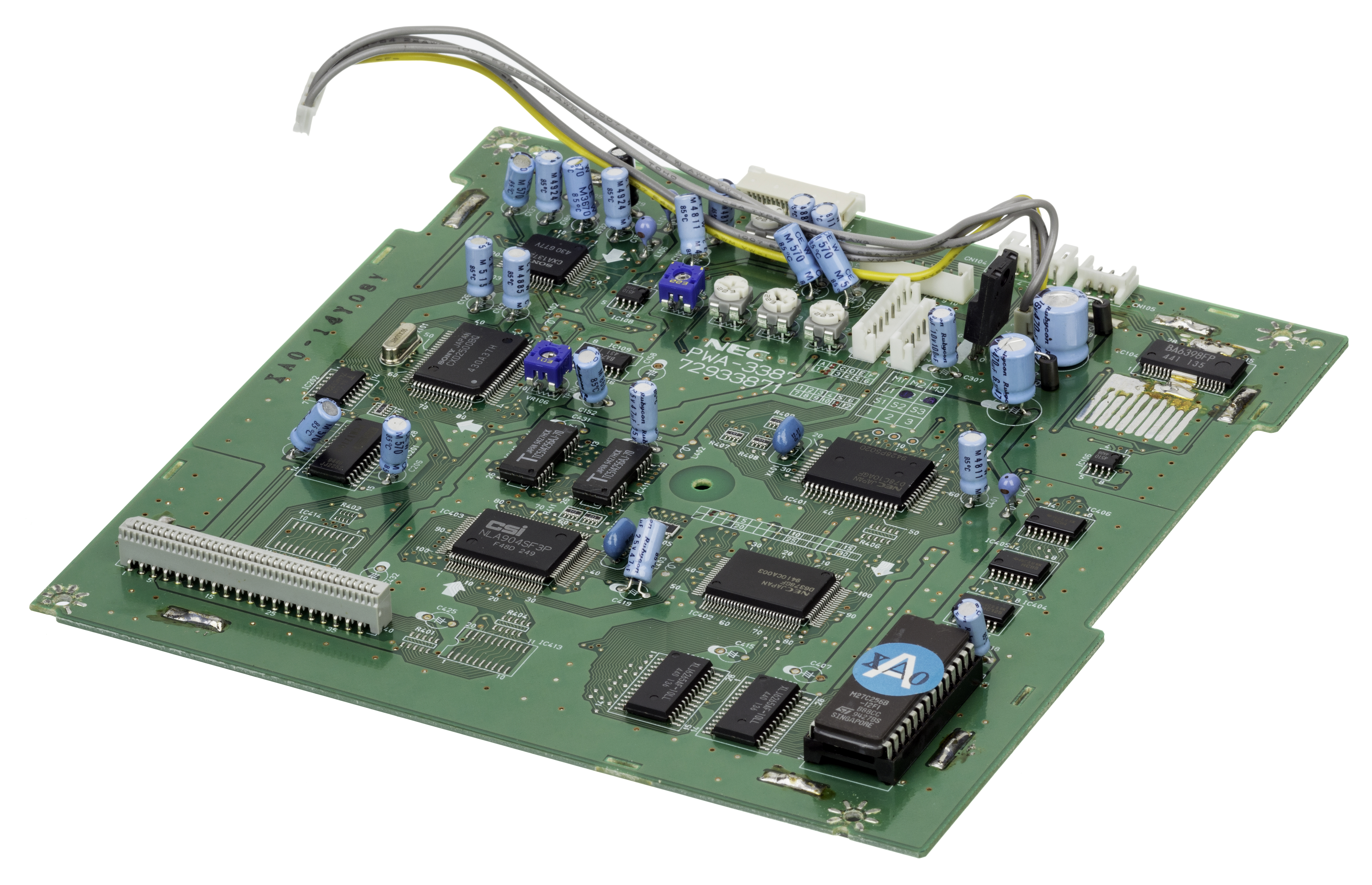
Placa-filha do PC-FX.

O PC-FX usa CD-ROM’s como seu meio de armazenamento,após a expansão lançada para seu antecessor,que originalmente usava HuCards. O controlador de jogo é virtualmente idêntico a um controlador DUO-RX,mas os interruptores de disparo rápido foram substituídos por interruptores A / B de modo.Periféricos incluem um mouse PC-FX, que é suportado por jogos de estratégia como Farland Story FX e Power DoLLS FX.
O design semelhante a um computador do PC-FX era incomum para consoles na época.Fica de pé como um computador de torre,enquanto outros consoles contemporâneos ficam vazios.Outra característica interessante é suas três portas de expansão. Além disso,semelhante ao 3DO,apresentava uma fonte de alimentação embutida.
O PC-FX inclui uma placa de sistema de 32 bits da série HU 62,um chip LSI e uma CPU RISC V-810 de 32 bits.O sistema pode exibir 16,77 milhões de cores (a mesma quantidade que o PlayStation).

## Software
Foram 62 jogos lançados para o sistema.
Os títulos de lançamento foram Graduation 2:Neo Generation FX,Battle Heat e Team Innocent em 23 de dezembro de 1994 e o último jogo lançado foi First Kiss Story em 24 de abril de 1998.O sistema e todos os títulos só foram lançados no Japão.Vários discos de demonstração também foram lançados com publicações que permitiram ao usuário reproduzir o disco em um PC-Engine equipado com CD ou no PC-FX.
Não havia proteção contra cópia em nenhum dos jogos do PC-FX,porque no momento em que o sistema foi lançado,o alto preço das unidades de CD-ROM tornou a pirataria cara.
O sistema é conhecido por ter uma alta porcentagem de videogames adultos.

## Especificações Técnicas
CPU:
NEC V810 RISC de 32 bits em funcionamento a 21,5 MHz/15,5 MIPS
Drive de CD:
2X CD-ROM, 300 KB/Seg
Memória:
RAM principal de 2 MB

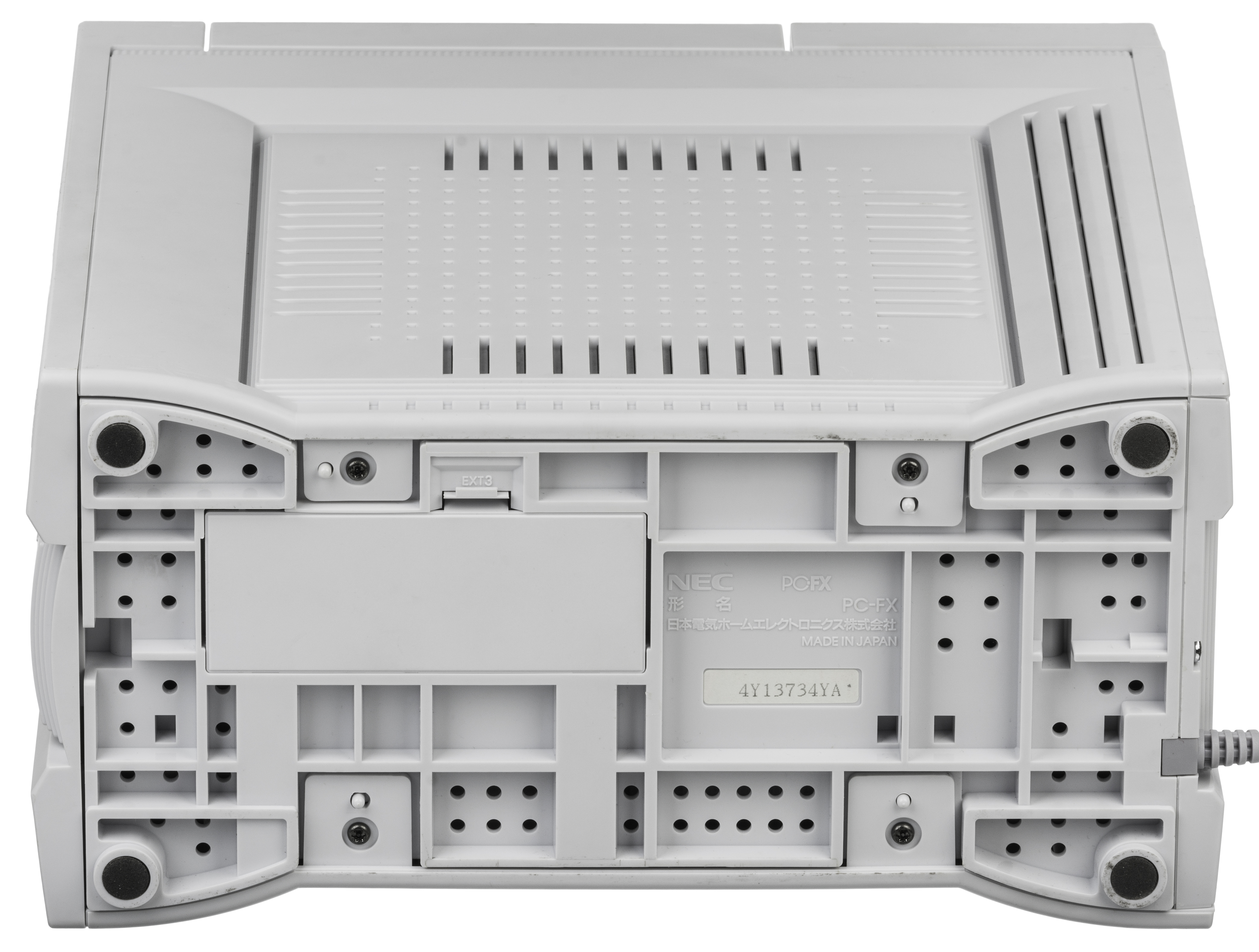

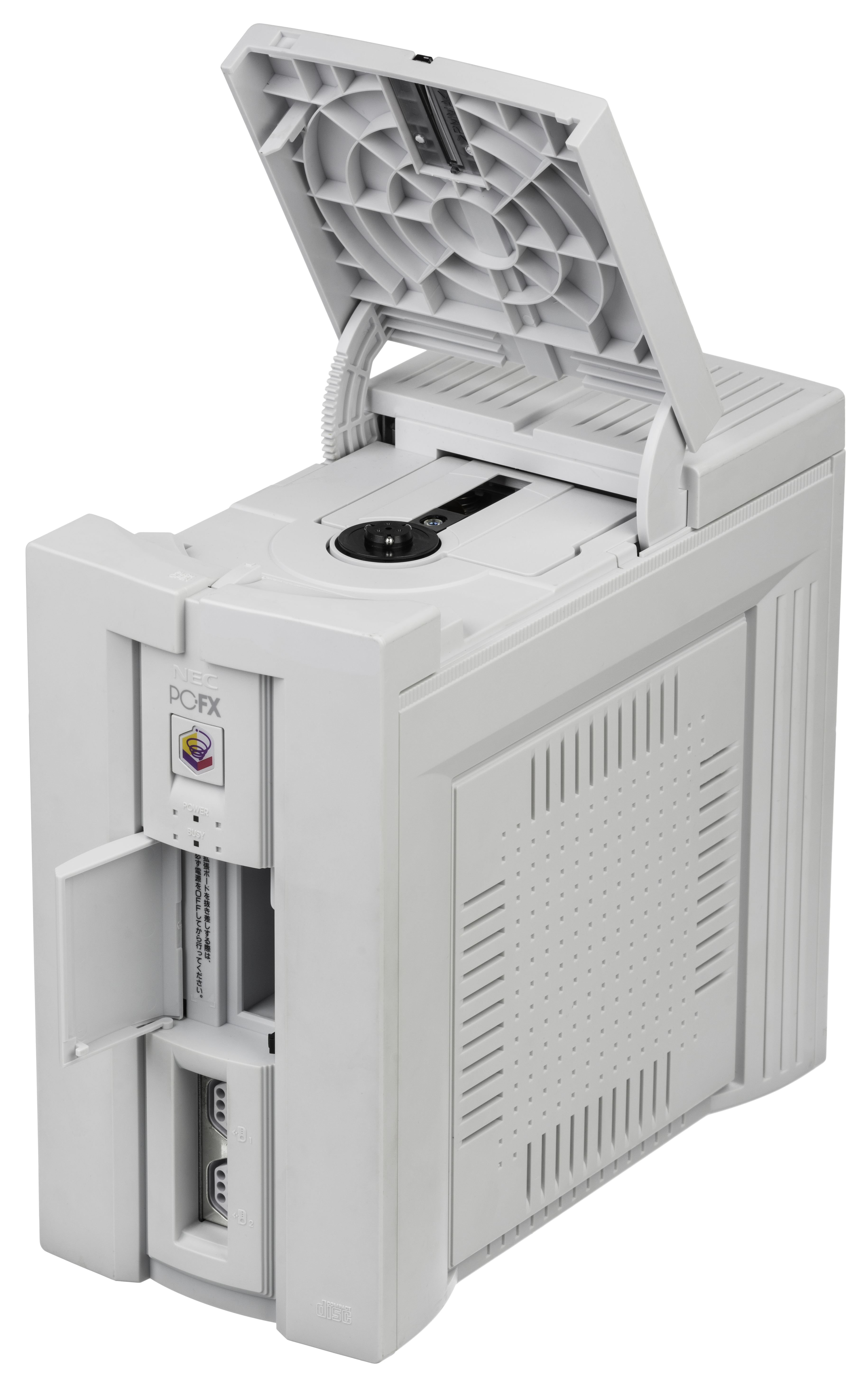

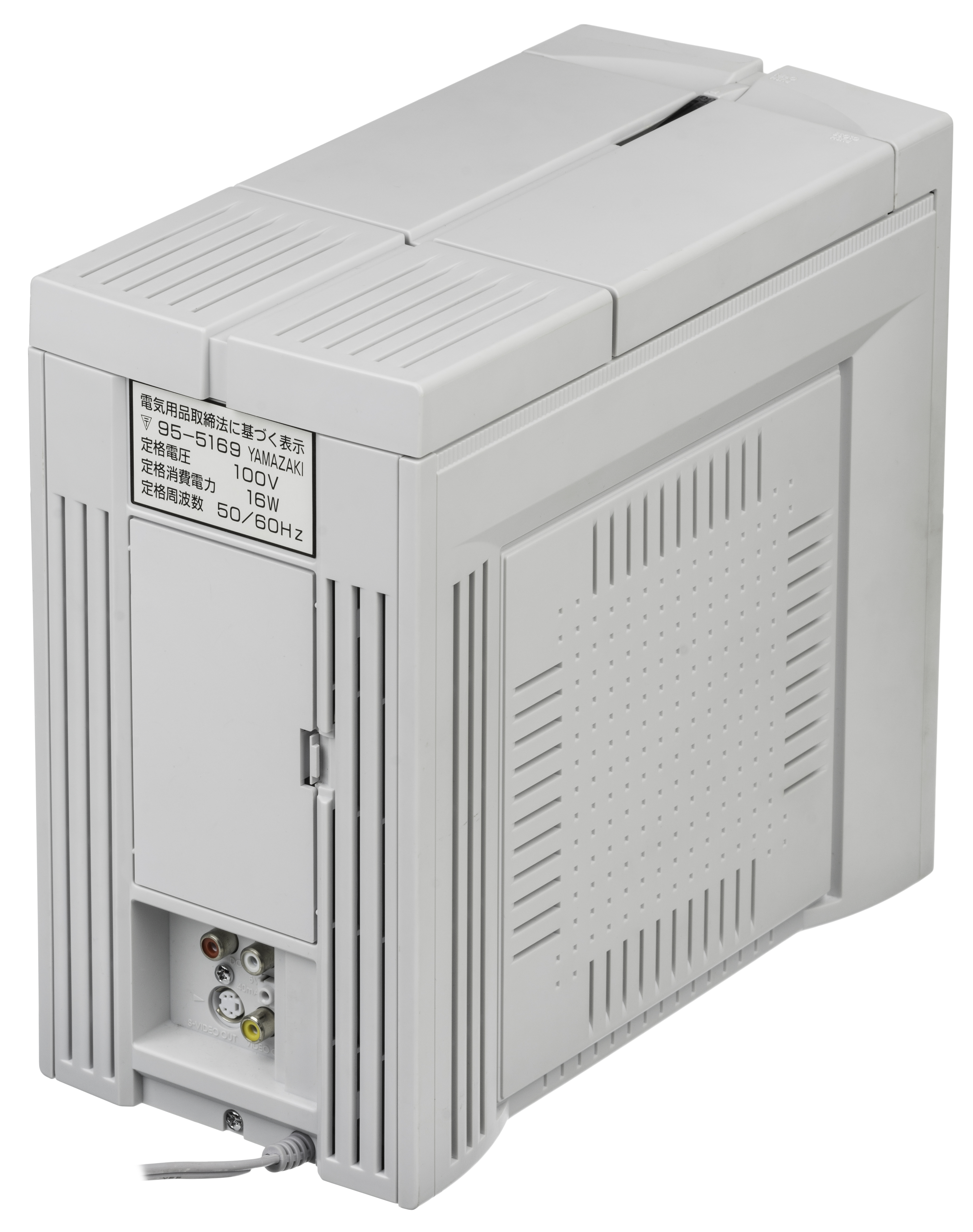

1 MB de RAM compartilhada (para geradores de segundo plano, CD-ROM DMA, decodificador de movimento e ADPCM)
VRAM dedicado de 256 KB (para chips HuC6270)
1 MB de ROM do SO
256 KB de buffer de CD
32 KB de RAM de back-up
Vídeo:
Formato de cor interna: Y'UV digitalizado (não YCbCr )
Cores máximas no ecrã: 16.777.216 (cor de 24 bits, 8 bits por canal)
Resoluções: 256x240p, 341x240p, 256x480i, 341x480i
6 camadas de fundo
2 camadas de sprite
1 camada de decodificador de movimento gerada a partir de dados codificados por RLE ou JPEG
Saída de vídeo: Composite e S-Video
Som:
Canais estéreo CD-DA
2 ADPCM de 16 bits até ~ 31,5 kHz com panorâmica esquerda / direita 
6 canais de amostragem de 5 bits com panorâmica esquerda / direita
Saída de áudio: × 2 RCA
Portas de Expansão:
Slot de Expansão SCSI IO x 1 (Traseiro), RAM de Backup - Slot de Cartão FX-BMP x 1 (Frontal), Slot de Expansão 3D VPU x 1 (Parte Inferior)
Dispositivos de entrada:
FX-PAD - Botão 6,2 Switch (controlado por software) Controlador Gamepad, FX-MOU - Botão 2 Mouse
Acessórios:
FX-BMP - Cartão RAM de 128 KB + Backup com 2 pilhas AAA, adaptador FX-SCSI - permite que um PC use o PC-FX como um CD-ROM 2X SCSI

## Blibiografia
- Fonte:En.Wikipedia
- Tradução:Google Trdutor